# Барру-Алту (Гояс)
Барру-Алту (порт. Barro Alto) — муниципалитет в Бразилии, входит в штат Гояс. Составная часть мезорегиона Центр штата Гойас. Входит в экономико-статистический микрорегион Серис. Население составляет 5513 человека на 2006 год. Занимает площадь 1093,243 км². Плотность населения — 5,0 чел./км².

## История
Город основан в 1940 году.

## Статистика
- Валовой внутренний продукт на 2003 год составляет 45 423 424,00 реалов (данные: Бразильский институт географии и статистики).
- Валовой внутренний продукт на душу населения на 2003 год составляет 7763,36 реалов (данные: Бразильский институт географии и статистики).
- Индекс развития человеческого потенциала на 2000 год составляет 0,708 (данные: Программа развития ООН).